# Los Serranos
Los Serranos (en valencien : Els Serrans) est une comarque de la province de Valence, dans la Communauté valencienne, en Espagne. Son chef-lieu est Chelva.
La ville la plus peuplée est Villar del Arzobispo.

## Communes

Communes de Los Serranos

- Alcublas
- Alpuente
- Andilla
- Aras de los Olmos
- Benagéber
- Bugarra
- Calles
- Chelva
- Chulilla
- Domeño
- Gestalgar
- Higueruelas
- Losa del Obispo
- Pedralba
- Sot de Chera
- Titaguas
- Tuéjar
- Villar del Arzobispo
- La Yesa